# Olari (Prahova megye)
Olari község és falu Prahova megyében, Munténiában, Romániában. A hozzá tartozó települések: Fânari és Olarii Vechi. Régi neve: Ciumați.

## Fekvése
A megye déli részén található, a megyeszékhelytől, Ploieștitől, huszonhét kilométerre délkeletre.

## Történelem
A 19. század végén a község a Ciumați nevet viselte, az akkori községközpont neve után, mely a mai Olarii Vechi. Prahova megye Câmpul járásához tartozott és Ciumați, Olari valamint Funari falvakból állt, 642 lakossal. Ebben az időszakban ezen településeknek volt egy 1892-ben alapított iskolájuk, valamint egyetlen templomuk, melyet 1869-ben szenteltek fel.
1925-ös évkönyv szerint 1780 lakosa volt és Drăgănești járáshoz tartozott.
1950-ben közigazgatási átszervezés alapján, a Prahova-i régió Ploiești rajonjához került, majd 1952-ben a Ploiești régió Ploiești rajonjához csatolták. Ciumați község és falu 1964-ben felvette az Olarii Vechi nevet.
1968-ban ismét megyerendszert vezettek be az országban, ekkor a községet megszüntették, a falvakat Gherghița község irányítása alá helyezték. Ekkor kapta Funari falu a Fânari elnevezést.
2004-ben ismét létrehozták Olari községet a korábban hozzá tartozó falvakból.